# Santiago Cerezo Martínez
Santiago Cerezo Martínez (Madrid, 12 de diciembre de 1913 - Comunidad de Madrid, Madrid, 15 de septiembre de 1985) fue un guardia-militar español que participó en la Guerra Civil Española.

## Biografía
Santiago Cerezo nació en Madrid en 1913. Sus orígenes eran madrileño-sorianos, descendía de familia de corte religiosa y tradicional. Entre sus antepasados había gente muy notable entre comendadores y eclesiásticos de otros siglos, por lo que no es de extrañar que fuera católico. Al comienzo de la década de los años treinta, realiza el servicio militar en Infantería siendo destinado a la 7.ª brigada de Montaña de Navarra, allí realiza maniobras y es donde jura bandera, ocurriendo los trágicos sucesos de Revuelta de octubre de 1934, teniendo que acudir como fuerza estatal en apoyo de las fuerzas gubernamentales. Retirado con graduación de Cabo del servicio militar, se presenta a realizar las pruebas de ingreso en el cuerpo de la Guardia civil que no pasa en primer momento por faltarle un par de centímetros de altura.
A raíz de los primeros años y la promulgación de leyes revolucionarias se acrecienta un claro peligro de un Golpe de Estado en España de julio de 1936 contra la joven República. Obedeciendo siempre órdenes de sus superiores se posiciona firmemente del lado del Gobierno, pese a que no le gustó la brutalidad empleada en algunos casos. Participó discretamente en la Revolución de Asturias de 1934, donde recibió algunas medallas como salvador de la patria por parte del pueblo al parecer. Siendo peón de albañil, profesión que ejerció en su Madrid natal mientras esperaba a hacer las pruebas de oposición para funcionario del estado, donde ingresó en 1936, como se observa en la gazeta de Madrid el 3-8-1936, iniciando así su actividad como guardia civil bajo la república destinado a la comandancia de Madrid. Pronto se convirtió por los problemas sociales del momento en un guardia civil de apoyo de la comandancia de Madrid, actual edificio del Gobierno de la Comunidad de Madrid, reclutado por su buen expediente de suboficial del ejército, pero salía con provecho a una unidad de vanguardia para una rápida incorporación en diferentes destinos por las actuales circunstancias problemáticas.

### Estudios
Durante su periodo formativo militar formó parte de una brigada de Infantería de élite, como son los cuerpos de Montaña, especializados en escalada y en desplazamientos por diferentes tipos de terreno, siendo muy apreciado por su experiencia y su juventud, de donde saldrá el origen de un auténtico oficial..."Historia del Ejército Popular de la República". Durante su período de formación como suboficial de la VII región militar se especializa en la reorganización y prestación del servicio militar de las quintas brevemente.
Proclamada la República, por su condición y dedicación para cursar estudios militares, así como su conocimiento de francés fue elegido para el cargo de suboficial, durante la Guerra civil estudiará las asignaturas basadas en disciplina operacional-táctica, deporte (había sido jugador del Plus ultra) e instrucción y trabajo de cuartel, historia del arte militar y de la guerra, lenguas extranjeras y otras secciones de investigación científica, alcanzará directamente desde la escuela policial el grado de teniente de la refundada GNR.

### La guerra civil
Tras el comienzo de la Guerra Civil, Santiago se incorporó en julio de 1936 a la 58.ª Brigada urbana, participando en la Defensa de Madrid. Posteriormente esta unidad se traslada ante los problemas de orden público a la ciudad de Toledo. Luego siendo destinado a la vigilancia de la N-3 carretera de Valencia, se encuentra inmerso como fuerza de apoyo en retaguardia durante la Batalla del Jarama.
A partir de 1937, destinado a la región de Castilla-La Mancha integra la fuerza de la Guardia nacional, interviniendo en sucesos como la Batalla de Brunete, la de Guadalajara y en la Batalla de Teruel. Durante la guerra civil española tuvo como suboficial un papel destacado en la educación y organización y dirección de las unidades policiales de izquierda, y posteriormente pasó a mandar distintas unidades de los paramilitares del Ejército republicano, pero siempre en relación con el apoyo a las unidades de vanguardia como las brigadas Mixtas apenas alguna vez como fuerza directa de choque. En apenas un año y medio pasó de mandar un pelotón a ser teniente de una compañía, y poco más tarde a dirigir varios batallones de brigadas policiales, como le ocurrió en los acontecimientos del golpe de 1939.
En el frente como fuerza de apoyo de los cuerpos de ejércitos tiene que obedecer órdenes de mandos como Enrique Líster y otros fuertemente politizados, le toca sufrir el estar bajo sus órdenes incluso cuando estos no tienen su preparación adecuada para estar al mando, ya que estos partían de una concepción netamente socialista, estalinista y antimilitarista. Teniendo en muchas ocasiones que retirarse de posiciones ganadas por falta de apoyo.
Durante 1936 marchó a defender la Comunidad de Madrid, donde destacó por su liderazgo siendo reconocido por su mérito en batalla con el ascenso a Cabo de la GNR aparecido en la gaceta en junio de 1937. Allí su experiencia técnica y capacidad organizativa fueron determinantes para su ascenso por méritos de guerra. Participó en posteriores combates en el Valle del Tajo, Toledo, o luego en la defensa de un sector de la ciudad brevemente durante la Batalla de Madrid, resultando herido en un traslado accidentado en un accidente de coche que conducía y que le apartó un tiempo de la primera línea. Volverá en el suroeste de Madrid. Tras la militarización de nuevas unidades de voluntarios y quintas reactivadas de guardias para la creación de cuerpos de apoyo del Ejército Popular de la República, se convirtió en suboficial de instrucción. Durante el transcurso de la guerra alcanzaría la graduación de capitán de la guardia de asalto y accidentalmente fue jefe accidental por ausencia del mando en Teruel y mandando toda una brigada policial en momentos como el golpe de Segismundo Casado, obtuvo el máximo rango para los oficiales profesionales siendo Subinspector de policía (España), renegando él a hacer el cursillo para jefes por razones personales.
En 1937, fue ascendido a sargento y promovido pronto a realizar el cursillo de oficiales, mientras convalecía de su nueva herida en el frente.
Adquirió notoriedad al ser encargado de los taponamientos de las brechas que se formaban en la huida de unidades republicanas, en más de una vez tuvo que apoyar y salvar la retaguardia a unidades que retrocedían atacadas salvajemente por un numeroso enemigo nacional, manteniendo siempre que podía las mismas posiciones encomendadas, convirtiéndose la suya en una selecta unidad republicana, encargada de soportar los peores combates en contrataques enemigos, durante la operación de la Batalla de Guadalajara (1937), mantuvo su posición en los montes de Brihuega para operaciones de las líneas cercanas al frente y que ayudase en las operaciones de ruptura o defensa a ultranza para las que era requerido habitualmente por su experiencia, dando tiempo a las tropas a reforzar sus defensas y rechazar exitosamente los ataques. Su posición como era albañil era destacada por su fortificación de trincheras y parapetados por lo que pudo salvar en varias ocasiones la vida junto a sus hombres que le sacaron hasta una canción.
Pese a que se creía que las fuerzas policiales estaban formadas por militantes de izquierdas, el hecho de que se rompiera el país por regiones y no por ideales hacía tener infiltrados en sus filas, tardando mucho en ser reconocidos, en ocasiones lograron burlar a sus jefes hasta el final de la contienda. La lucha entre el PCE y el PSOE por hacerse con el poder al final de la República Española, desconcertó y desmoralizó a todos los defensores y combatientes como le ocurrió a él mismo, siendo atacado pese a su cargo de oficial en los hechos de marzo de 1939 por integrantes de su propio ejército siendo todas las fuerzas contrarias de ideología de izquierda, lo que provocaba algunas tiranteces y desobediencias en el frente, al ser de ideas distintas, acabando muchos de los integrantes en la cárcel. Por los excepcionales servicios prestados en la Defensa de Madrid, el Capitán Cerezo regresa al frente a la custodia y vigilancia de la carretera de Valencia N-3 con otros mandos militares en donde son relevados y se reorganizan algunas de las unidades quebrantadas. Una vez allí y aceptada la rendición al ataque fascista y bajo las órdenes supremas del general José Miaja y Segismundo Casado se encarga ordenadamente de realizar las operaciones de retirada a sus cuarteles de Madrid, debido a que nadie confía en que la situación de Madrid se pueda mantener mucho tiempo más. La derrota militar de la República hace a los guardias de asalto entregarse con sus armamentos al enemigo, siendo depurados de su puesto abandonando la carrera de funcionarios la gran mayoría a la fuerza. Tiempo después quisieron recuperar a muchos de ellos como simples guardias aprovechando su experiencia y sabiendo que por la Ley Varela jamás ascenderían por encima del puesto de oficial, por lo que muchos de ellos casados y padres de varios hijos en los años cuarenta declinaron el ofrecimiento como le sucedería.

### Final de un oficial
Finalmente, obligado a renunciar a su puesto y entregado su uniforme en mayo de 1939, pese a tener que habérselo hecho él para casarse en 1937, pues no recibía la uniformidad que le correspondía y su documentación, emprende un giro a su futura vida volviendo a su antiguo oficio de albañil en donde con el tiempo hará carrera llegando a encargado de obra construyendo numerosas obras de reconstrucción del país, como carreteras, puentes, casas para alojamiento del pueblo, que el nuevo régimen donaba a diversas familias falangistas y sin recursos.
Durante la guerra casó con graduación de teniente con la hermana del héroe Ventura Monge que murió en los campos de Morata de Tajuña en uno de los últimos coletazos de la lucha por Madrid, el 15 de mayo de 1937, la batalla de las tablas en donde poco consiguió el enemigo, fracasando en el cerco a la capital los nacionales por sufrir un fuerte desgaste de tropas y materiales. El luto fue la tónica de la boda apenas unos meses más tarde con todos los preparativos organizados. En 1940 fallecía de gripe su padre y en 1943 falleció de pena su suegra Eugenia, torturada al no aceptar la pérdida de su amado hijo mayor, así como la desesperación en postguerra por la muerte de sus dos nietos que llevaban su mismo nombre, para intentar aplacar esos recuerdos y nacidos en 1938 y 1941. Al terminar la Guerra mundial se volvió un enérgico pacifista padre de familia y tras ser reconocido parte de su pasado por la ley de 1977, se volvió un fiel seguidor de Don Juan.

## Recompensas
- Ascensos como guardia civil, guardia nacional republicano y guardia de asalto.

Cruz al Mérito Militar con Distintivo rojo.
Cruz de Oro al Mérito de la Guardia Civil.